# Roman Týce
Roman Týce (født 7. maj 1977 i Roudnice nad Labem, Tjekkoslovakiet) er en tjekkisk tidligere fodboldspiller (forsvarer/midtbane).
Týce spillede på klubplan for henholdsvis Sparta Prag og Slovan Liberec i hjemlandet, samt for tyske 1860 München og SpVgg Unterhaching. Længst tid, ni sæsoner, tilbragte han hos 1860 München, som han spillede 110 kampe i Bundesligaen for.
For det tjekkiske landshold spillede Týce 25 kampe og scorede ét mål. Han var en del af den tjekkiske trup til EM 2004 i Portugal, og spillede én af tjekkernes fem kampe i turneringen.